# 司马显姿
司馬顯姿（491年—521年1月12日），北魏宣武帝元恪第一贵嫔，司马懿四弟司马馗的后代，司徒、琅琊贞王司马楚之的曾孙女，司空、琅琊康王司马金龙的孙女，豫郢豫青四州刺史烈公司马悦第三女。
司馬顯姿于正始（504年—508年）初年入宮，封為貴華夫人。原來是貴嬪的高英在正始五年（508年）正位皇后後，司馬顯姿因为“无嫉之怀”“罔怨之志”（從不妒忌埋怨）又被昇為貴嬪，無子女。
正光元年十二月十九日，司馬顯姿薨逝于金墉，年三十歲。墓誌所給出的死因是她在元恪駕崩後憂傷過度。
出土的《司馬顯姿墓志》書法秀麗，全稱《魏故世宗宣武皇帝第一贵嫔夫人司马氏墓志铭》，為其時墓志銘中的上品，梁啟超評為「於俊拔之中，別饒韶秀」，為初學楷書的佳模
。
大姐司馬顯明為高雅妻，外甥女高元儀。

## 註腳
1. ↑  .   [2009-06-20]. （原始内容存档于2009-08-09）.
2. ↑  .   [2009-06-20]. （原始内容存档于2009-05-03）.